# 隧道通風
列車隧道通風指以自然或機械通風設施等保持隧道內維持新鮮空氣，以維持隧道內人員之舒適感。

## 隧道之種類
目前大眾化之列車隧道大致可分為：鐵路、捷運及高速鐵路隧道等等。各種不同之列車，其車速及車種不同在隧道內產生活塞效應之程度亦大不相同。且隧道是單向運行、亦是雙向運行，或是否有地下車站等等，都將關係著通風設施之佈置。。

## 隧道通風之考量因子
在正常營運狀況下，隧道通風設施應考量將列車產生之廢氣及熱源、粉塵等順利排除，以維持旅客在隧道內舒適之環境。
在緊急狀況例如失火狀態，將藉由通風設施將火場之煙塵及熱源，在影響旅客最小之範圍下排除。且良好之通風設施應能提供新鮮空氣並導引旅客之逃生方向。

## 列車隧道之通風排煙設施
1. 隧道風機（Tunnel Ventilation Fan，TVF）
在台灣捷運地下車站與隧道連接處常設有豎井與大氣連接，在豎井內則設置有TVF，正常營運時可以協助改善隧道內之環境品質，當失火緊急狀況發生時則用以協助排煙並提供旅客安全逃生環境。列車若於月台旁失火時，TVF採取兩端同時排風，將空氣由穿堂導入月台，再導入軌道區而由豎井排除。列車若於隧道內失火時，則隧道一端送風另一端排風，送風方向之風速應達2.5 m/sec（台鐵及高鐵為2.0 m/sec），以導引旅客逃生。
2. 月台下方排風口（Under Platform Exhaust，UPE）
UPE位於月台下方，正常營運時UPE為啟動狀態，以排除列車產生之熱氣。
3. 隧道上方排風口（Over Tunnel Exhaust，OTE）
OTE為月台旁軌道區上方之緊急排煙設施，一般採用與UPE相同之風機，當月台旁軌道區列車失火時，UPE關閉，失火車廂上方之OTE排煙風門開啟，其它OTE排煙風門則仍維持關閉。
4. 噴流式風機（Jet Fan）
在車行隧道內為增加空氣之流動或控制空氣之流向，必要時必須設置噴流式風機。在平常時可以提供隧道內新鮮空氣，失火緊急狀態則做為排除煙塵使用。

## 列車隧道之防煙設施
1. 防煙垂壁：依據中華民國內政部營建署頒布之「建築技術規則」，樓地板面積超過500 平方公尺，應予以水平區劃，其每一水平區劃面積不得超過500平方公尺，CFD煙控模擬時以設計圖之尺寸模擬。
2. 偵煙探測器：依內政部「各類場所消防安全設備設置標準」，在裝置面高度未滿4公尺時，一種或二種探測器之有效探測範圍為150平方公尺，換算成任一火源位置之水平直線距離不超過7公尺便應設有偵煙探測器，且每一防煙區劃至少設置一個。CFD煙控模擬時依設計圖設置偵測點。
3. 排煙風門、排煙天窗及防煙鐵捲門啟動：在地下車站內為緊急狀態支應變都設置有排煙風門，且為區隔防煙區塊，區塊與區塊間則設置有防煙鐵捲門。在部分車站站體且設置有排煙天窗，例如台北捷運信義線之大安森林公園站。
4. 天花板：地下車站為增加天花板上方至樓板間之蓄煙空間，天花設計常採用鏤空設計，其建材常以不燃之鋁板為主，控制鏤空天花之開孔率將可以順利讓天花下層煙火往天花上層擴散。

## 延伸閱讀
- 黃國倫，〈軌道運輸與環境控制〉，《土木水利，第34卷第3期》，2007年6月。
- 黃國倫，〈捷運地下車站與隧道火場CFD煙控模擬方式之探討 （页面存档备份，存于）〉，《中興工程第92期》，2006年7月。
- 黃國倫，〈長隧道內列車失火之逃生安全探討〉《第三屆消防性能化規範發展學術研討會，台灣科技大學，台北》，2005年12月。
- 黃國倫，〈外氣對地下車站火災煙控之影響 （页面存档备份，存于）〉《中興工程93期，19~26頁》，2006年10月。
- 黃國倫，〈捷運地下車站與隧道火場CFD模擬方式及安全之探討 （页面存档备份，存于）〉《中興工程92期，9~20頁》，2006年7月。
- 黃國倫，〈隧道火場新增體積計算〉《2006第五屆海峽兩岸隧道與地下工程學術與技術研討會，隧道協會，台北》，2006年3月。
- 許至璁，黃國倫，〈天花開孔率對於煙控模擬之影響探討〉《九十四年電子計算機於土木水利工程應用研討會論文集(II)，國立成功大學，台南》，2005年9月。

## 參看
- 豎井